# Plavo-zelena mapa Beograda
Plavo-zelena mapa Beograda je na savremenoj tehnologiji „proširene stvarnosti” zasnovana internet prezentacija i aplikacija namenjena pametnim telefonima i tablet računarima čiji je cilj da promoviše prirodna dobra Beograda ili zelene dragulje Srpske prestonice. To je jedini projekat u svetu koji se na ovaj tehnološki način bavi zaštitom životne sredine, prema rečima urednika projekta, Vladana Šćekića. Projekat je finansiran od strane Sekretarijata za zaštitu životne sredine – Grad Beograd.

## Aplikacija za mobilne telefone
U aplikaciji za mobilne telefone prikazana su 33 urbana i prirodna zaštićena lokaliteti grada Beograda, među kojima su značajniji:
- šuma Košutnjak,
- Zvezdarska šuma,
- Avala,
- Ada Ciganlija,
- Topčiderski park,
- Kalemegdan,
- Tašmajdan,
- Pionirski park,
- Studentski park,
- bašta „Jevremovac“,
- arboretum Šumarskog fakulteta, |
- Veliko i Malo Ratno ostrvo....

## Portal
Portal Plavo-zelena mapa Beograda jedina je tematska e-prezentacija urbanih i zaštićenih prirodnih dobara grada Beograda, koja pruža informacije o svakom dobru (kratak opis i lokaciju na srpskom i engleskom jeziku), i galeriju fotografija.

## Mogućnosti mape
Na mapi su obeležene lokacije prirodnog i istorijskog nasleđa sa osnovnim i proširenim informacijama na engleskom jeziku i propratnim slikama za svaku lokaciju;
- Mogućnost izbora najkraćeg puta do izabrane lokacije upotrebom GPS-a i „Google Maps" servisa;
- Mogućnost da korisnik napravi sopstvenu fotografiju na samoj lokaciji i podeli je sa prijateljima na Facebooku, i ostalim društvenim mrežama, upotrebom ostalih aplikacija u okviru operativnog sistema.

Platforma će biti deo paketa modernizovanih informativno propagandnih materijala Turističke organizacije Beograda i promovisana na svim međunarodnim sajmovima na kojima će gostovati TOB.

## Spoljašnje veze
- "Plavo zelena mapa Srbije" Архивирано на веб-сајту  (7. мај 2018)